# Цекропия щитовидная
Цекропия щитовидная, трубное дерево (лат. Cecropia peltata) — быстрорастущее тропическое дерево, типовой вид рода Цекропия семейства Крапивные (Urticaceae).

## Ареал
Естественным образом растение произрастает в тропических районах Америки от районов южной Мексики через всю Центральную Америку до северных регионов Южной Америки, встречается на островах Тринидад и Тобаго, на Ямайке.
Растение было ввезено в Африку, Азию и Тихоокеанский регион. Данный вид был назван одним из ста худших инвазивных чужеродных видов.

## Ботаническое описание
Вечнозелёные деревья с прямостоячим полым стволом высотой до 15 метров (в отдельных случаях растение может достигать 25 метров в высоту) и с кроной зонтиковидной формы.
Листья беловатые блестящие, щитковидные, посажены на длинные (20—50 см) черешки, листовые пластинки 7—10-пальчато-разделённые лопастные, крупные, обычно размером 20×20 см. Нижняя поверхность листьев покрыта мелкими волосами. Ветви зелёного цвета покрыты жёсткими волосками.
Растение двудомное, мужские цветки мелкие (1—1,5 мм), женские крупнее (3—5 см в длину).
|  |  |  |

## Использование и экология
Коренное население Америки традиционно использовало стебли растения для изготовления духовых трубок. В связи с чем растение известно под вторым неботаническим названием трубное дерево. Расщепленные пополам стволы дерева используются как водосточные желоба.
Растение относится к числу мирмекофилов. Муравьи часто расселяются в полостях ветвей и стволов растения, и при этом питаются соком и мягкими тканями растения, но взамен обеспечивают защиту растения от вредителей.